# Dr. Molly & Karl
Dr. Molly & Karl ist eine Krankenhaus-Fernsehserie, die von der Sat.1-Tochter Producers at Work produziert wurde. Die erste Staffel, die aus insgesamt 13 Episoden besteht, wurde ab dem 23. Oktober 2008 am Donnerstagabend auf Sat.1 gesendet. 

## Handlung
Der Dr. Susanne Molberg („Dr. Molly“), Chefärztin der Neurologie-Station, wird aufgrund ihres oftmals ruppigen Verhaltens gegenüber Patienten und Kollegen die Psychologin Dr. Carlotta Edelhardt („Karl“) zur Seite gestellt. Dies passt Dr. Molly nicht und so streiten sich die beiden bei jeder Gelegenheit, da sie in der Regel anderer Meinung sind. Sie eint letztlich aber vor allem das Bemühen um das Wohl der Patienten.

## Rezeption

### Kritik
Die kritischen Reaktionen fielen gemischt bis negativ aus. Bemängelt wurden vor allem der Mangel an Originalität und die deutlichen Parallelen zu Dr. House. Im Deutschen Ärzteblatt wurde die Serie als „Abklatsch“ von Dr. House bezeichnet. Auch Manuel Weis von Quotenmeter.de kommentierte: "Die Sat.1-Verantwortlichen und die Serienschöpfer des Formats «Dr. Molly und Karl» wurden in den vergangenen Tagen und Wochen nicht müde, zu betonen, dass die neue Medical-Serie keine Kopie von 'Dr. House' ist. An dieser Stelle muss aber eindeutig gesagt werden: Doch, sie ist es.[…] Auch wenn natürlich die genannten Schwächen immer noch vorhanden sind, machte es immerhin ein wenig Spaß, die Serie zu verfolgen. Dennoch entäuscht [sic] 'Dr. Molly und Karl', eben weil zwischen den Vorbildern und der deutschen Produktion Welten liegen." Michael Reufsteck von Fernsehlexikon.de kritisierte ebenfalls die deutlichen Parallelen zu Dr. House und meinte: "Haben Sie sich auch schon gefragt, wie lange wir eigentlich noch warten sollen, bis der Erfolg von Dr. House einen deutschen Abklatsch nach sich zieht? Nun, hier ist er: Dr. Molly & Karl. [...] Wer Dr. House kennt und mag, könnte auch Dr. Molly & Karl mögen. Wer Dr. House gar nicht kennt, könnte diesbezüglich aber größere Chancen haben." Die Kritik auf Spiegel Online fiel hingegen relativ positiv aus: "Natürlich erinnert das sehr an 'Dr. House' […]. Auch im Aufbau der Folgen […] hat man sich an US-amerikanischen Vorlagen wie der Krankenhausserie 'Grey's Anatomy' orientiert. Dennoch ist es Autor Martin Rauhaus gelungen, eine deutsche Form zu entwickeln, die nicht wie ein Abklatsch wirkt, sondern ihre eigene Sprache, Rhythmik und Witzebene gefunden hat."
Im Jahr 2009 wurde die Serie für den Adolf-Grimme-Preis nominiert.

### Quoten
Die Ausstrahlung wurde aufgrund schwacher Quoten nach der achten Folge abgesetzt. Die Folgen 9–13 zeigte der Pay-TV-Sender Sat.1 Comedy als Erstausstrahlung ab dem 3. März 2011.

## Besetzung

### Die aktuellen Darsteller
| Schauspieler      | Rolle                                       | Staffeln |
| ----------------- | ------------------------------------------- | -------- |
| Sabine Orléans    | Dr. Susanne Molberg Dr. Molly               | 1        |
| Susanna Simon     | Dr. Carlotta Edelhardt Karl                 | 1        |
| Daniel Krauss     | Dr. Tobias Wienandt                         | 1        |
| Michael Rotschopf | Dr. Frank Jansen                            | 1        |
| Roman Knižka      | Priester Jack Gildenstein                   | 1        |
| Dominik Bender    | Prof. Werner Klarholdt                      | 1        |
| Collien Fernandes | Krankenschwester Laura ("Sonnenschein")     | 1        |
| Paula Birnbaum    | Krankenschwester Melanie ("Melonenmädchen") | 1        |

## Episodenliste

### Staffel 1
| Episode   | Titel                              | Erstausstrahlung  |
| --------- | ---------------------------------- | ----------------- |
| 01 (1-01) | Volltreffer                        | 23. Oktober 2008  |
| 02 (1-02) | Der Mann mit den Kopfschmerzen     | 30. Oktober 2008  |
| 03 (1-03) | Erinnerungen                       | 6. November 2008  |
| 04 (1-04) | Der Löwe von Izmir                 | 13. November 2008 |
| 05 (1-05) | Ich will ein fremdes Land bereisen | 20. November 2008 |
| 06 (1-06) | Sein Kampf                         | 27. November 2008 |
| 07 (1-07) | Der tiefe Schlaf                   | 4. Dezember 2008  |
| 08 (1-08) | Das böse Kind                      | 11. Dezember 2008 |
| 09 (1-09) | Baby                               | 3. März 2011      |
| 10 (1-10) | Infektion                          | 10. März 2011     |
| 11 (1-11) | Unfälle                            | 17. März 2011     |
| 12 (1-12) | Die Braut Christi                  | 24. März 2011     |
| 13 (1-13) | Das Molberg Universum              | 31. März 2011     |